# Saint-Disdier
Saint-Disdier è un comune soppresso e frazione francese del comune di Le Dévoluy, situato nel dipartimento delle Alte Alpi della regione della Provenza-Alpi-Costa Azzurra.
Saint-Disdier è stato un comune indipendente fino al 1º gennaio 2013, quando si è fuso con i comuni di Agnières-en-Dévoluy, La Cluse e Saint-Étienne-en-Dévoluy, per formare il nuovo comune di Le Dévoluy.

## Società

### Evoluzione demografica
Abitanti censiti